# Phaonia hellenia
Phaonia hellenia är en tvåvingeart som beskrevs av Lyneborg 1965. Phaonia hellenia ingår i släktet Phaonia och familjen husflugor. Inga underarter finns listade i Catalogue of Life.